# Listă de fluvii din Statele Unite ale Americii

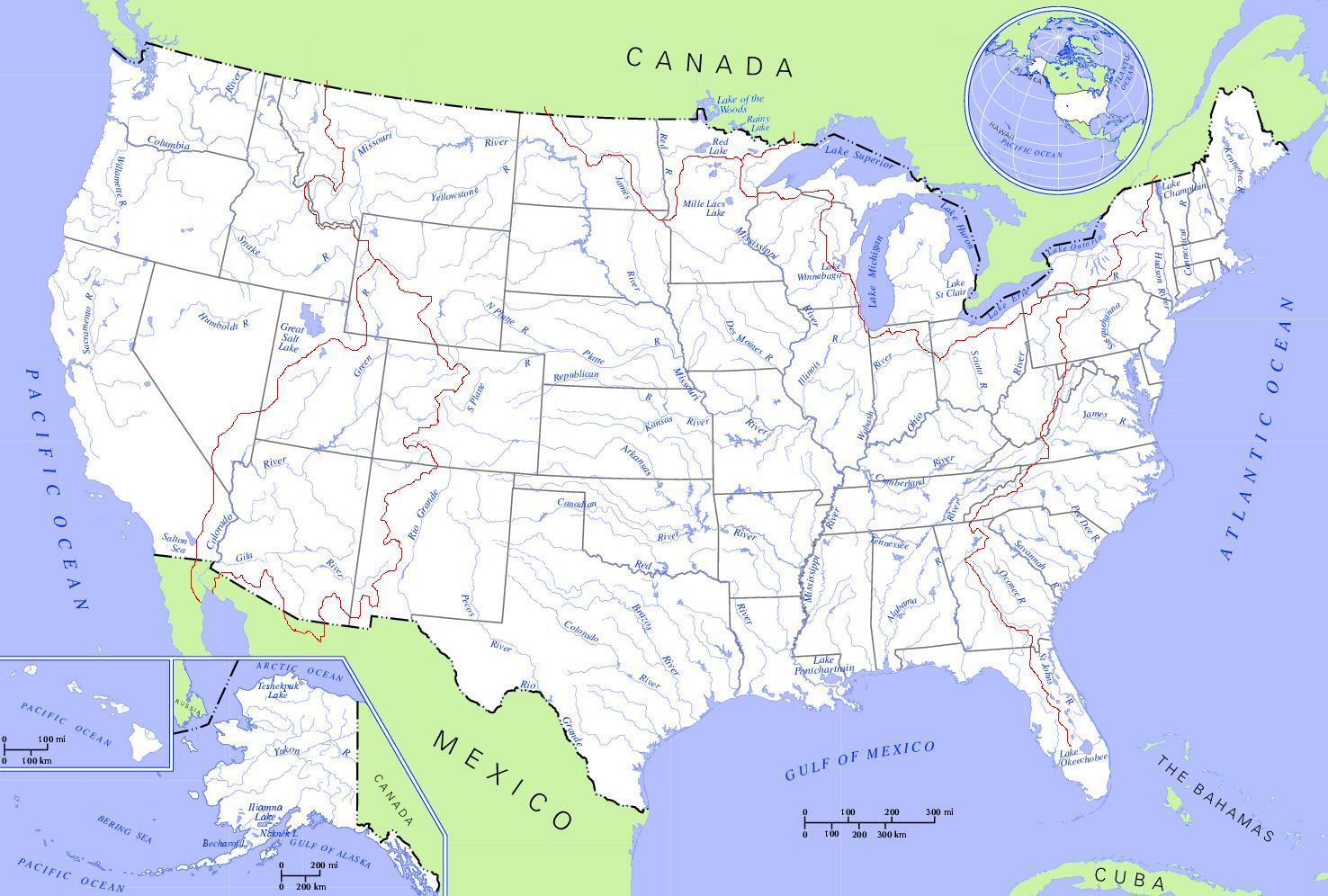
Principalele râuri din Statele Unite ale Americii.

Râurile din Statele Unite este o listă a râurilor din Statele Unite.

## A
- Alabama - Alabama
- Allegheny River - Pennsylvania, New York
- Alsea River - Oregon
- Altamaha River - Georgia
- Amargosa River - California
- American River - California
- Anacostia River - Maryland, D.C.
- Apalachicola River - Florida
- Appomattox River - Virginia
- Appoquinimink River - Delaware
- Arkansas - Colorado, Kansas, Oklahoma, Arkansas
- Aroostook River - Maine
- Ashuelot River - New Hampshire
- Assonet River - Massachusetts
- Atchafalaya River - Louisiana
- Auglaize River - Ohio
- Au Sable River - Michigan
- Au Sable River - New York

## B
- Bad River - South Dakota
- Bass River - New Jersey
- Battle Creek River - Michigan
- Beaver River - Pennsylvania
- Beaverhead River ein Quellfluss des Jefferson River - Montana
- Bear River - Utah, Idaho, Wyoming
- Beaverkill River - New York
- Belle Fourche River - Wyoming, South Dakota
- Big Hole River - Montana
- Big Muddy Creek - Montana
- Bighorn River - Wyoming, Montana
- Big Quilcene River - Washington
- Big Sandy River - Arizona
- Big Sandy River - Kentucky, West Virginia
- Big Sandy River - Tennessee
- Big Sandy River - Wyoming
- Big Sioux River - South Dakota, Iowa
- Big Thompson River - Colorado
- Black River
- Blackbird Creek - Delaware
- Blacklick Creek - Pennsylvania
- Blackstone River - Massachusetts, Rhode Island
- Black Warrior River - Alabama
- Blanchard River - Ohio
- Blue River - Colorado
- Bogachiel River - Washington
- Boulder River (Yellowstone) - ein Nebenfluss des Yellowstone River
- Boulder River (Jefferson) - ein Nebenfluss des Jefferson River
- Brandywine Creek - Pennsylvania, Delaware
- Brazos River - Texas
- Broadkill River - Delaware
- Bronx River - New York
- Bruneau River - Idaho
- Buffalo River

## C
- Cache River - Arkansas
- Cache La Poudre River - Colorado
- Caddo River - Arkansas
- Calapooia River - Oregon
- Canadian River - Oklahoma, Texas
- Canisteo River - New York
- Cannonball River - North Dakota
- Cape Fear River - North Carolina
- Carson River - Nevada
- Castle Creek - South Dakota
- Castor River - Missouri
- Catawba River - North Carolina, South Carolina
- Cedar Creek - North Dakota
- Cedar River
- Charles River - Massachusetts
- Chattahoochee River - Alabama, Georgia
- Chehalis River - Washington
- Chemung River - New York, Pennsylvania
- Chenango River - New York
- Cherry Creek - Colorado
- Chetco River - Oregon
- Cheyenne River - South Dakota
- Chicago River - Illinois
- Chickahominy River - Virginia
- Christina River - Pennsylvania, Maryland, Delaware
- Chugwater Creek - Wyoming
- Clackamas River - Oregon
- Clark Fork River - Montana, Idaho
- Clarks Fork of the Yellowstone River - Wyoming, Montana
- Clarion River - Pennsylvania
- Clatskanie River - Oregon
- Clearwater River - Idaho
- Cohansey River - New Jersey
- Cohocton River -  New York
- Colorado River - Colorado, Utah, Arizona, Nevada, California
- Colorado River - Texas
- Columbia River - Washington, Oregon
- Conemaugh River - Pennsylvania
- Connecticut River - New Hampshire, Vermont, Massachusetts, Connecticut
- Connoquenessing Creek - Pennsylvania
- Coos River - Oregon
- Copper River - Alaska
- Copper River - Wisconsin
- Coquille River - Oregon
- Cossatot River - Arkansas
- Cosumnes River - California
- Cowlitz River - Washington
- Crystal River - Colorado
- Cullasaja River - North Carolina
- Cumberland River - Kentucky, Tennessee
- Current River - Missouri, Arkansas
- Cut Bank Creek - Montana
- Cuyahoga River - Ohio

## D
- D River - Oregon
- Dearborn River - Montana
- Deep River - North Carolina
- Delaware River - New York, New Jersey, Pennsylvania, Delaware
- Deschutes River - Oregon
- Des Moines - Minnesota, Iowa
- Detroit River - Michigan
- Dirty Devil River - Utah
- Dix River - Kentucky
- Dolores River - Colorado
- Dosewallips River - Washington
- Duck River
- Duckabush River - Washington
- Dungeness River - Washington
- Dupuyer Creek - Montana
- Duwamish River - Washington

## E
- Eagle River - Colorado
- East River - New York
- East River - Virginia
- East Branch Delaware River - New York
- East Gallatin River - Montana
- Eel River - California
- Elizabeth River
- Elwha River - Washington
- English River - Iowa
- Escalante River - Utah

## F
- Feather River - California
- Flat River - Michigan
- Flatrock River - Ohio
- Forest River - North Dakota
- Fox River - Illinois
- Fox River - Wisconsin
- Fraser River - Colorado
- French Broad River - North Carolina, Tennessee
- Fresh Kills - New York
- Fryingpan River - Colorado

## G
- Gallatin River - Wyoming, Montana
- Genesee River - New York
- Gila River - Arizona
- Gunnison River - Colorado
- Grand River - Michigan
- Grand River - South Dakota
- Grande Ronde River - Oregon, Washington
- Gray Wolf River - Washington
- Grays River - Washington
- Great Egg Harbor River - New Jersey
- Great Miami River - Ohio
- Green River- Kentucky
- Green River- Wyoming, Colorado, Utah
- Green River - Washington
- Guadalupe River - California
- Guyandotte River - West Virginia

## H
- Hackensack River - New York, New Jersey
- Hamma Hamma River - Washington
- Harlem River - New York
- Haw River - North Carolina
- Heart River - North Dakota
- Henrys Fork River - Idaho
- Hocking River - Ohio
- Hoh River - Washington
- Hood River - Oregon
- Hoosic River - Vermont, New York
- Housatonic River - Massachusetts, Connecticut
- Hudson River - New York
- Humboldt River - Nevada
- Huron River - Michigan

## I
- Illinois River - Illinois
- Illinois River - Oklahoma
- Illinois River - Oregon
- Indian River
- Iowa River - Iowa
- Iron River - Michigan

## J
- James River - Virginia
- James River - North Dakota, South Dakota
- Jefferson River (Montana)
- John Day River - Oregon
- Judith River - Montana
- Juniata River - Pennsylvania

## K
- Kalamazoo River - Michigan
- Kanawha River - West Virginia
- Kankakee River - Indiana,Illinois
- Kaskaskia River - Illinois
- Kennebec River - Maine
- Kentucky River - Kentucky
- Kern River - California
- Keya Paha River - Nebraska
- Kilchis River - Oregon
- Kings River - California
- Kings River - Nevada
- Kiskiminetas River - Pennsylvania
- Klamath River - Oregon, California
- Klaskanine River - Oregon
- Knife River - North Dakota
- Kobuk River - Alaska
- Kootenai River - Montana
- Koyukuk River - Alaska
- Kuskokwim River - Alaska

## L
- Lackawanna River - Pennsylvania
- Lackawaxen River - Pennsylvania
- Lamar River - Wyoming
- Laramie River - Wyoming
- Lehigh River - Pennsylvania
- Leipsic River - Delaware
- Levisa Fork River - Kentucky
- Lewis and Clark River - Oregon
- Licking River - Kentucky
- Little Auglaize River - Ohio
- Little Bighorn River - Wyoming, Montana
- Little Colorado River - Arizona
- Little Conemaugh River - Pennsylvania
- Little Juniata River - Pennsylvania
- Little Kanawha River - West Virginia
- Little Kentucky River - Kentucky
- Little Miami River - Ohio
- Little Missouri River - Arkansas
- Little Missouri River - North Dakota
- Little Muddy Creek - North Dakota
- Little Muskingum River - Ohio
- Little Nestucca River - Oregon
- Little Red River - Arkansas, Louisiana
- Little River
- Little Snake River - Colorado, Wyoming
- Little Spokane River - Washington
- Little Tennessee River - Georgia, North Carolina, Tennessee
- Little Walker River - California
- Little White River - North Dakota
- Llano River - Texas
- Los Angeles River - California
- Lost River - California
- Loup River - Nebraska
- Loyalhanna River - Pennsylvania
- Luckiamute River - Oregon
- Lynches River - South Carolina

## M
- Madison River - Wyoming, Montana
- Malheur River - Oregon
- Manumuskin River - New Jersey
- Marias River - Montana
- Matanuska River - Alaska
- Mattole River - California
- Maumee River - Ohio
- Maurice River - New Jersey
- McCloud River - California
- McKenzie River - Oregon
- Meadow Valley Wash - Nevada
- Medina River - Texas
- Medicine Bow River - Colorado, Wyoming
- Menominee River - Michigan, Wisconsin
- Meramec River - Missouri
- Merced River - California
- Merrimack River - Massachusetts, New Hampshire
- Miami River
- Milk River - Montana
- Minnesota River - Minnesota
- Fluviul Mississippi
- Râul Missouri
- Mobile River - Alabama
- Mohawk River
  - Mohawk River (New York), - New York
  - Mohawk River (New Hampshire), - New Hampshire
  - Mohawk River (Oregon) - Oregon
- Mojave River - California
- Mokelumne River - California
- Molalla River - Oregon
- Monongahela River - West Virginia, Pennsylvania
- Montreal River - Michigan, Wisconsin
- Moreau River - North Dakota
- Mullica River - New Jersey
- Murderkill River - Delaware
- Musconetcong River - New Jersey
- Muskegon River - Michigan
- Muskingum River - Ohio
- Musselshell River - Montana

## N
- Napa River - California
- Navesink River - New Jersey
- Necanicum River - Oregon
- Neches River - Texas
- Nehalem River - Oregon
- Nenana River - Alaska
- Nestucca River - Oregon
- Neversink River - New York
- New River - North Carolina
- New River - West Virginia
- Niagara River - New York
- Niobrara River - Nebraska
- Nisqually River - Washington
- Nooksack River - Washington
- North Laramie River - Wyoming
- North Platte River - Colorado, Wyoming, Nebraska
- North Umpqua River - Oregon
- Northeast Cape Fear River - North Carolina
- Nowitna River - Alaska
- Nueces River - Texas

## O
- Oconee River - Georgia
- Ohio River
- Okanogan River - Washington
- Osage River - Missouri
- Otselic River - New York
- Ottawa River - Ohio
- Ouachita River - Arkansas, Louisiana
- Overpeck Creek - New Jersey
- Owens River - California
- Owyhee River - Nevada, Idaho, Oregon

## P
- Paria River - Utah, Arizona
- Passaic River - New Jersey
- Patuxent River - Maryland
- Paw Paw River - Michigan
- Pearl River
- Pecatonica River - Wisconsin, Illinois
- Pecos River - New Mexico, Texas
- Pedernales River - Texas
- Pee Dee River - North Carolina, South Carolina
- Pembina River - North Dakota
- Pend Oreille River - Idaho, Washington
- Penobscot River - Maine
- Pequannock River - New Jersey
- Perdido River - Alabama, Florida
- Piscataqua River - New Hampshire, Maine
- Pit River - California
- Platte River - Nebraska
- Pocomoke River - Delaware, Maryland
- Pohatcong Creek - New Jersey
- Pompton River - New Jersey
- Potomac River - Maryland, West Virginia, Virginia
- Poplar River - Montana
- Portneuf River - Idaho
- Powder River - Wyoming, Montana
- Pudding River - Oregon
- Puyallup River - Washington

## Q
- Queets River - Washington
- Quillayute River - Washington
- Quinn River - Nevada
- Quinnipiac River - Connecticut
- Quittapahilla Creek - Pennsylvania

## R
- Rahway River - New Jersey
- Rainy River - Minnesota
- Ramapo River - New York, New Jersey
- Rancocas River - New Jersey
- Rapid River - Michigan
- Rappahannock River - Virginia
- Raritan River - New Jersey
- Red Cedar River - Michigan
- Red Clay Creek - Delaware
- Red River - Texas, Oklahoma, Arkansas, Louisiana
- Red River - Kentucky
- Red River of the North
- Red Rock River - Montana
- Redwater River - Montana
- Republican River - Colorado, Nebraska, Kansas
- Rio Grande - Colorado, New Mexico, Texas
- River Raisin - Michigan
- Roanoke River - Virginia, North Carolina
- Roaring Fork River - Colorado
- Rockaway River - New Jersey
- Roe River - Montana
- Rogue River - Michigan
- Rogue River - Oregon
- Rock River - Illinois
- Ruby River - Montana
- Russian River - California

## S
- Sabine River - Texas, Louisiana
- Sacagawea River - Montana
- Sacramento River - California
- St. Clair River - Michigan
- St. Croix River - Wisconsin, Minnesota
- St. Croix River - Maine
- St. John River - Maine
- St. Johns River - Florida
- St. Jones River - Delaware
- St. Joseph River (Lake Michigan) - Michigan, Indiana
- St. Joseph River (Maumee River) - Michigan, Ohio, Indiana
- St. Lawrence River
- St. Louis River - Minnesota
- St. Mary River - Montana
- St. Marys River - Maryland
- St. Marys River - Florida, Georgia
- St. Marys River - Indiana, Ohio
- St. Marys River - Michigan
- Salmon River
- Salmonberry River - Oregon
- Salmon Falls River - New Hampshire, Maine
- Salt River - Arizona
- Sammamish River - Washington
- Sandy River
- Santee River - South Carolina
- San Francisco River - New Mexico
- San Joaquin River - California
- San Juan River - Colorado, New Mexico, Utah
- San Lorenzo River - California
- San Miguel River - Colorado
- San Rafael River - Utah
- Santa Ana River - California
- Santa Clara River - California
- Santa Margarita River - California
- Santiam River - Oregon
- Sauk River - Washington
- Savannah River - Georgia, South Carolina
- Schoolcraft River - Minnesota
- Scioto River - Ohio
- Sevier River - Utah
- Shasta River - California
- Shenandoah River - Virginia, West Virginia
- Shetucket River - Connecticut
- Shields River - Montana
- Shookumchuck River - Washington
- Shrewsbury River - New Jersey
- Siletz River - Oregon
- Siuslaw River - Oregon
- Sixes River - Oregon
- Skagit River - Washington
- Skipanon River - Oregon
- Skunk River - Iowa
- Slough Creek
- Smith River - Montana
- Smoky Hill River - Colorado, Kansas
- Smyrna River - Delaware
- Snake River - Idaho, Oregon
- Snoqualmie River - Washington
- Souhegan River - New Hampshire
- Souris River - North Dakota
- South Platte River - Colorado, Nebraska
- South Umpqua River - Oregon
- South River - North Carolina
- Spokane River - Idaho, Washington
- Squaw Creek
- Sprague River - Oregon
- Spring Creek - North Dakota
- Spring River - Missouri, Arkansas
- Stikine River - Alaska
- Stillaguamish River - Washington
- Stillwater River
- Stoneycreek River - Pennsylvania
- Stuck River - Washington
- Sugar River - Wisconsin
- Sun River - Montana
- Susan River - California
- Susitna River - Alaska
- Susquehanna River - New York, Pennsylvania, Maryland
- Suwannee River - northern Florida
- Swan River - Minnesota
- Swatara Creek - Pennsylvania
- Sweetwater River - Wyoming
- Sycan River - Oregon

## T
- Tanana River - central Alaska
- Taunton River - Massachusetts
- Tennessee River - Tennessee, Alabama, Kentucky
- Tensaw River - Alabama
- Teton River - Montana
- Teton River - Wyoming, Idaho
- Thames River - Connecticut
- Tiffin River - Michigan, Ohio
- Tijuana River - California
- Tillamook River - Oregon
- Tioga River - Pennsylvania, New York
- Tioughnioga River - New York
- Tippecanoe River - Indiana
- Tobacco Garden Creek - North Dakota
- Tombigbee River - Mississippi, Alabama
- Toms River - New Jersey
- Tongue River - Wyoming, Montana
- Tongue River - North Dakota
- Trask River - Oregon
- Trinity River - California
- Trinity River - Texas
- Truckee River - California
- Tualatin River - Oregon
- Tulpehocken Creek - Pennsylvania
- Tug Fork River - Virginia, West Virginia, Kentucky
- Tuolumne River - California
- Two Medicine River - Montana

## U
- Unadilla River New York
- Uncompahgre River - Colorado
- Umpqua River - Oregon
- Upper Iowa River - Iowa

## V
- Verde River - Arizona
- Virgin River - Utah, Nevada

## W
- Wabash River - Ohio, Indiana
- Waccamaw River - North Carolina, South Carolina
- Wading River - New Jersey
- Wailuku River - Hawaii
- Waimea River - Hawaii
- Walla Walla River - Washington
- Wallooskee River - Oregon
- Wapsipinicon River - Iowa
- Washita River - Oklahoma
- Weiser River - Idaho
- Wenatchee River - Washington
- West Branch Delaware River - New York, Pennsylvania
- West Branch Susquehanna River - Pennsylvania
- Whippany River - New Jersey
- White Clay Creek - Pennsylvania, Delaware
- White Earth River - North Dakota
- White Oak River - North Carolina
- White River - Arkansas
- White River - Indiana
- White River - South Dakota
- White River - Utah
- Willamette River - Oregon
- Williams Fork River - Colorado
- Williamson River - Oregon
- Willimantic River - Connecticut
- Willow Creek - Colorado
- Wilson River - Oregon
- Wisconsin River - Wisconsin
- Wise River - Montana
- Wolf River
- Wynoochee River - Washington

## Y
- Yadkin River - North Carolina
- Yakima River - Washington
- Yamhill River - Oregon
- Yampa River - Colorado
- Yaquina River - Oregon
- Yazoo River - Mississippi
- Yellowstone River - Wyoming, Montana, North Dakota
- York River - Virginia
- Youghiogheny River - West Virginia, Maryland, Pennsylvania
- Youngs River - Oregon
- Yukon - Alaska